# Ère Daiei
L’ère Daiei (大永), aussi connue sous les noms Taiei ou Dai-ei, est une des ères du Japon (年号, nengō, lit. « nom de l'année ») après l'ère Eishō et avant l'ère Kyōroku. Cette ère couvre la période allant du mois d'août 1521 au mois d'août 1528. Les empereurs régnants sont Go-Kashiwabara-tennō (後柏原天皇) et Go-Nara-tennō (後奈良天皇).

## Changement d'ère
- 1521 Daiei gannen (大永元年?) : Le nom de l'ère est modifié à cause des calamités de la guerre et des désastres naturels. L'ancienne ère se termine quand commence la nouvelle, en Eishō 18, le 23e jour du 8e mois.

## Événements de l'ère Daiei
- 24 janvier 1525 (Daiei 5, le premier jour du premier mois) : toutes les cérémonies à la cour sont suspendues par manque de moyens pour les financer[3].
- 29 avril 1525 (Daiei 5, 7e jour du 4e mois) : Go-Kashiwabara meurt à l'âge de soixante-trois ans après un règne de vingt-six ans. Son règne a duré trois ans dans le nengō Bunki, dix-sept ans dans le nengō Eishō et six ans dans le nengō Daiei. L'empereur est trouvé mort dans ses archives[3].
- 25 mai 1526 (Daiei 6, 14e jour du 4e mois) : Imagawa Ujichika, shugo de la province de Suruga etablit un code de la famille Imagawa en trente-trois articles (liste Imagawa Kana).
- 1526 (Daiei 6, 4e mois) : Go-Nara est proclamé empereur à la mort de son père, l'empereur Go-Kashiwabara. Il commence à régner à l'âge de trente et un ans[3].
- 1526 (Daiei 6, 7e mois) : Une armée en provenance de la province d'Awa marche vers Miyako. Fusokawa Takakuni attaque ces forces à la rivière Karsouragawa mais en vain. Fusokawa Takakage vient à l'aide de Takakuni et leurs forces combinées parviennent à arrêter l'avance de l'armée ennemie[4].
- 1526 (Daiei 6, 12e mois) : Le shogun Ashikaga Yoshiharu invite les archers des provinces voisines à la capitale pour une compétition d'archerie[4].
- 1526 (Daiei 6, 12e mois) : Les opérations de mine à grande échelle commencent à la mine d'argent de Iwami Ginzan dans ce qui est à présent la préfecture de Shimane[5].

| Daiei     | 1re  | 2e   | 3e   | 4e   | 5e   | 6e   | 7e   | 8e   |
| Grégorien | 1521 | 1522 | 1523 | 1524 | 1525 | 1526 | 1527 | 1528 |